# Литературный музей А. П. Чехова
Литературный музей А. П. Чехова — музей в Ростовской области, расположен в здании бывшей мужской классической гимназии, в которой учился А. П. Чехов. Входит в состав Таганрогского государственного литературного и историко-архитектурного музея-заповедника.

## История
Открытие здания мужской гимназии произошло в 1843, автором проекта выступил архитектор Ф. К. Боффо, основным стилем здания стало направление русского провинциального классицизма. С 1868 по 1879 год учеником этой гимназии был известный русский писатель Антон Павлович Чехов. Именно в ней писатель черпал идеи для написания рассказов: «И то и се», «Репетитор», «Учитель словесности», «Случай с классиком», «Ариадна», «Человек в футляре». Затем в здании гимназии начала располагаться средняя общеобразовательная школа № 2, получившая имя Чехова в 1954 году. Школа функционировала до 1975 года, а в 1980 году было принято решение о создании музейного комплекса. Создание проходило в несколько этапов: открытие музея в 1935 года, открытие литературно-мемориальной экспозиции «Писатель и Родина» в 1980—1985 годах.

## Современность
Экспозиция музея представляет собой изучение жизни и творчества Антона Павловича Чехова, а также влияния Таганрога на его произведения. 29 января 2010 года, к 150-летию со дня рождения была открыта новая экспозиция «А. П. Чехов: родному городу и миру». Экспозиция насчитывает более 1600 экспонатов.
В музее проходили такие выставки как «Восковые скульптуры Санкт-Петербурга», «Страна ёлочных игрушек», «Таганрог-Ялта. Гений Чехова объединяет», виртуальная выставка «Город Чехова глазами художников». Также деятельность музея часто освещается в местных средствах массовой информации.

В литературном музее Чехова на праздновании 150-летия со дня рождения писателя
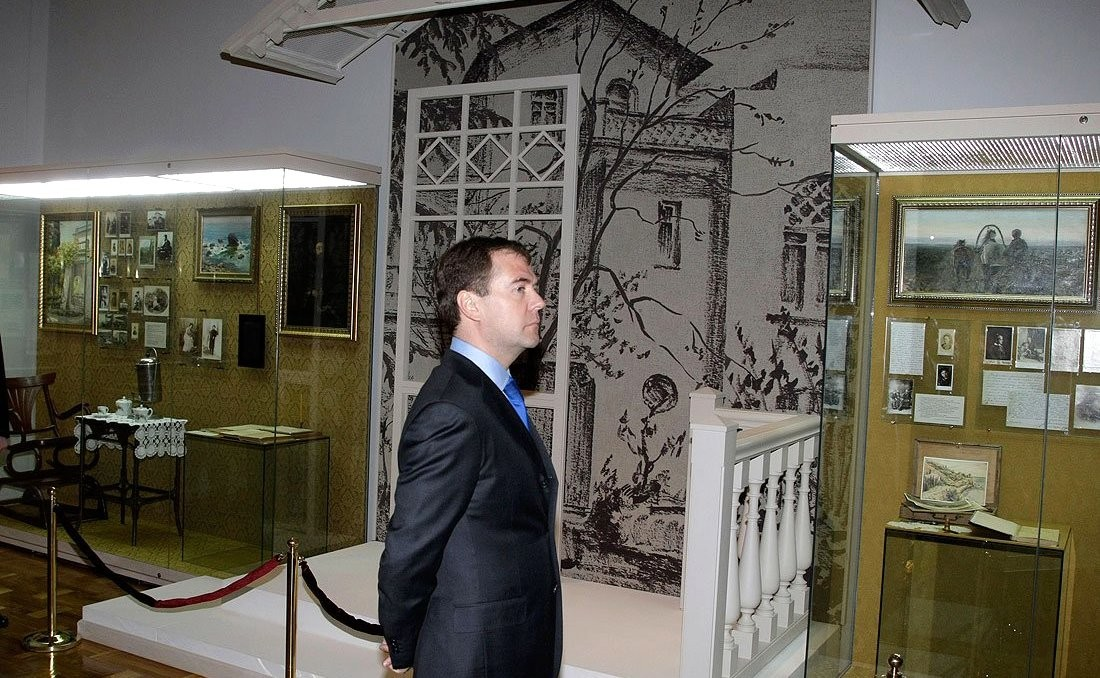
В Литературном музее Чехова
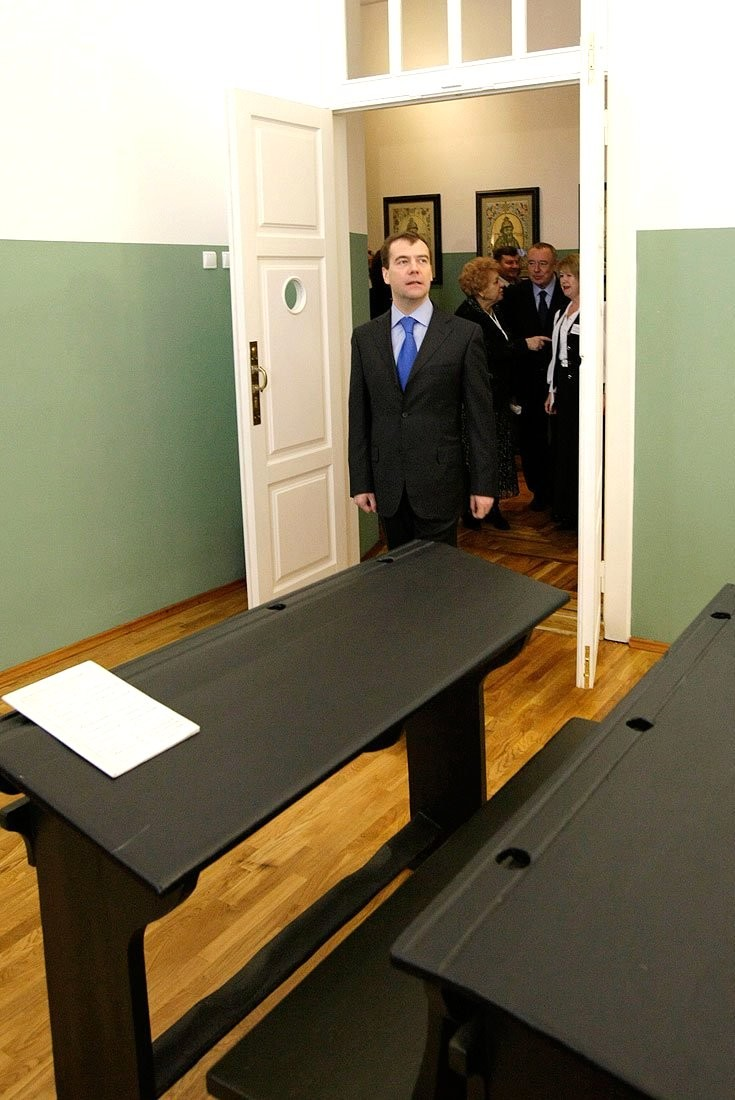
В Литературном музее Чехова